# 徐悲鸿纪念馆
39°56′42″N 116°22′17″E / 39.94492899999999°N 116.371478°E
徐悲鸿纪念馆位于北京市西城区新街口北大街53号，是为画家徐悲鸿修建的纪念馆，展陈大量徐悲鸿画作、藏品及遗物。为北京市文物局直属单位。

## 历史
徐悲鸿（1895年－1953年）是中国知名画家和美术教育家。1953年徐悲鸿在北京逝世后，其在北京市东城区东受禄街16号的故居于1954年被辟为徐悲鸿纪念馆。周恩来亲自题写了“悲鸿故居”匾额。
1966年文化大革命爆发，纪念馆遭到冲击，为了修建北京地铁，正位于地铁线上的徐悲鸿纪念馆被拆除。与此同时，在时任国务院总理周恩来的帮助下，徐悲鸿的夫人廖静文将馆藏文物全部搬到故宮博物院南朝房保存，但文革期间故宫南房条件有限，由于长期缺乏恒温恒湿的保管条件，徐悲鸿的油画作品几乎全部受到不同程度的损坏。1973年，周恩来指示要“重建徐悲鸿纪念馆”。1983年1月，位于新街口北大街53号的徐悲鸿纪念馆新馆正式对外开放。
2010年9月起，由于馆舍陈旧、设施老化、场地狭小，经北京市文物局鉴定，有关部门同意，徐悲鸿纪念馆闭馆，开始重建。2012年2月，北京市旅游局撤销了徐悲鸿纪念馆的A级景区资格。 2013年，徐悲鸿纪念馆被拆除重建，2019年9月17日在原址重新开放。

## 历任馆长
- 第一任馆长廖静文，1957年-2015年
- 第二任馆长徐庆平，2016年-

## 展品
徐悲鸿纪念馆收藏有徐悲鸿的画作1253件，藏品1134件，以及徐悲鸿生前的衣服、书籍、信件等，可展出物品共达3000多件。